# La anarquía
La anarquía (del italiano L'anarchia) es un conocido panfleto publicado en 1891 en el cual el italiano Errico Malatesta intenta explicar los principios fundamentales, y provee de argumentos persuasivos para su versión del anarquismo. De acuerdo a WorldCat, han sido publicadas cincuenta y cinco ediciones entre 1892 y 2004 en ocho idiomas y lo tienen 139 bibliotecas del mundo.
También existe un escrito de Manuel González Prada del mismo nombre.